# Wolfgang Gehrke (Fußballspieler)

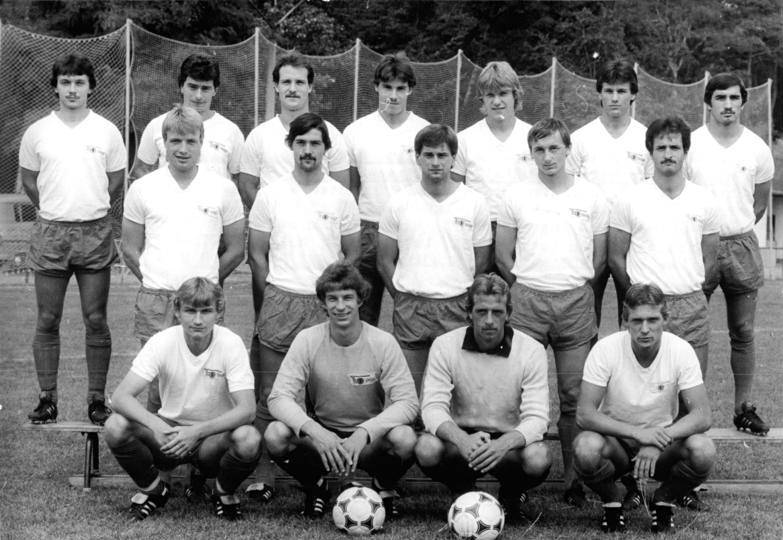
Gehrke (vordere Reihe, Zweiter von rechts) auf dem Mannschaftsbild von Union Berlin 1983/84

Wolfgang Gehrke (* 7. November 1957) ist ein ehemaliger deutscher Fußballtorwart, der 1983 für den 1. FC Union Berlin in der DDR-Oberliga, der höchsten Spielklasse im DDR-Fußball, spielte. Gehrke ist mehrfacher DDR-Junioren-Nationalspieler.

## Sportliche Laufbahn
Bereits im Alter von 16 Jahren stand Wolfgang Gehrke in der Saison 1974/75 im Tor der Bezirksliga-Mannschaft 1. FC Union Berlin II und wurde mit ihr Ost-Berliner Bezirksligameister. Anfang 1975 wurde er in den Kader der
DDR-Juniorennationalmannschaft berufen, für die er im Juni 1975 sein erstes von elf Junioren-Länderspiele bestritt. In der Saison 1975/76 bestritt Gehrke mit der 1. Mannschaft von Union vier Punktspiele in der zweitklassigen DDR-Liga und war damit am Aufstieg der Berliner in die DDR-Oberliga beteiligt. Er kam jedoch 1976/77 nicht in der Oberliga zum Einsatz, sondern wurde zum Torwart des 1. FC Union in der neu eingeführten Nachwuchsoberliga bestimmt. Im November 1978 trat Gehrke einen 18-monatigen Wehrdienst an.
Nach seiner Entlassung aus der Nationalen Volksarmee schloss sich Gehrke zur Saison 1980/81 dem DDR-Ligisten BSG Kabelwerk Oberspree Berlin an, dem Lokalrivalen des zuvor aus der Oberliga abgestiegenen 1. FC Union. In der 22 Spiele währenden Saison stand Gehrke 16-mal im Tor der BSG KWO. Er blieb bis zur Saison 1982/83 bei KWO und bestritt dort innerhalb von vier Spielzeiten 43 DDR-Liga-Spiele. Als die Kabelwerker 1983 abgestiegen waren, kehrte Gehrke zum 1. FC Union Berlin zurück, der inzwischen wieder in der Oberliga spielte. Er wurde für die Saison 1983/84 als dritter Torwart eingestuft und kam auch nur in den beiden ersten Oberligaspielen zum Einsatz.
Bereits nach der Hinrunde der Meisterschaft verließ Gehrke Union wieder und schloss sich dem DDR-Ligisten Rotation Berlin an. Dort kam er zunächst nicht am Stammtorwart Rainer Ignaczak vorbei und wurde nur in einem Punktspiel für diesen eingewechselt. Auch in den folgenden drei Spielzeiten blieb Gehrke Reservetorwart, erst in der Saison 1987/88 gelang es ihm, an seinen Konkurrenten vorbeizuziehen und bestritt bis zum Ende der Saison 1989/90 63 der 102 ausgetragenen Punktspiele. Insgesamt kam er bei Rotation zu 122 Zweitligaspielen.
Nach der politischen Wende 1989/90
wurde die BSG in den BSV Rotation umgewandelt und spielte 1990/91 ohne Wolfgang Gehrke. Als BSV Spindlersfeld stieg der Verein 1991/92 mit dem 34-jährigen Gehrke in die vierte Liga ab.